# Эскадренные миноносцы типа «Югумо»
Эскадренные миноносцы типа «Югумо» (яп. 夕雲型駆逐艦 Ю:гумогата кутикукан) — тип японских эскадренных миноносцев. Также были известны как эсминцы типа А (яп. 甲型駆逐艦 Ко:гата кутикукан). Было построено 19 кораблей этого типа.

## История создания и конструкция
Заказаны в 1939 и 1941 годах. Дальнейшее развитие эсминцев типа «Кагэро», отличались от них несколько большими размерами и использованием 127-мм спаренных артустановок типа D с полной стабилизацией стрельбы.
В 1940—1944 годах на японских верфях было построено 19 кораблей этого типа, ещё 16 планировавшихся единиц (в том числе 8 улучшенного проекта) не закладывались. Эсминцы поздней постройки довольно сильно отличались от исходного проекта за счёт замены второй 127-мм артустановки на спаренную зенитную установку 127-мм/40 Тип 89, большего количества 25-мм зенитных автоматов и глубинных бомб, изначально присутствующей РЛС Тип 22.

## История службы
Эсминцы этого типа принимали активное участие во Второй Мировой войне и в её ходе погибли в полном составе.

## Представители
| Название                                             | Место постройки                  | Заложен              | Спущен на воду        | Введён в эксплуатацию | Потоплен                                                                              |
| ---------------------------------------------------- | -------------------------------- | -------------------- | --------------------- | --------------------- | ------------------------------------------------------------------------------------- |
| Югумо (яп. 夕雲 Ю:гумо, «Вечернее облако»)           | Майдзуру, Япония                 | 12 июня 1940 года    | 16 марта 1941 года    | 5 декабря 1941 года   | Потоплен огнём американских эсминцев 6 октября 1943 года в сражении у Велья-Лавелья   |
| Макигумо (яп. 巻雲, «Перистое облако»)               | Верфи Фудзинагата, Осака, Япония | 13 декабря 1940 года | 5 ноября 1941 года    | 14 марта 1942 года    | Подорвался на мине и затонул 1 февраля 1943 года у острова Саво                       |
| Кадзагумо (яп. 風雲, «Облако-предвестник ветра»)     | Урага, Япония                    | 23 декабря 1940 года | 26 сентября 1941 года | 28 марта 1942 года    | Торпедирован USS Hake 8 июня 1944 года в заливе Давао                                 |
| Наганами (яп. 長波, «Длинная волна»)                 | Верфи Фудзинагата, Осака, Япония | 5 апреля 1941 года   | 5 марта 1942 года     | 30 июня 1942 года     | Потоплен американской авиацией 11 ноября 1944 года в ходе сражения в Ормокском заливе |
| Макинами (яп. 巻波, «Волна-„барашек“»)               | Майдзуру, Япония                 | 11 апреля 1941 года  | 27 декабря 1941 года  | 8 августа 1942 года   | Потоплен огнём американских кораблей 25 ноября 1943 года у мыса Сент-Джордж           |
| Таканами (яп. 高波, «Высокая волна»)                 | Урага, Япония                    | 29 мая 1941 года     | 16 марта 1942 года    | 31 августа 1942 года  | Потоплен огнём американских кораблей 30 ноября 1942 года у Тассафаронга               |
| Онами (яп. 大波 О:нами, «Большая волна»)             | Верфи Фудзинагата, Осака, Япония | 15 ноября 1941 года  | 13 августа 1942 года  | 29 декабря 1942 года  | Потоплен огнём американских кораблей 25 ноября 1943 года у мыса Сент-Джордж           |
| Киёнами (яп. 清波, «Прозрачная волна»)               | Урага, Япония                    | 15 октября 1941 года | 17 августа 1942 года  | 25 января 1943 года   | Потоплен американской авиацией у Коломбангара 20 июля 1943 года                       |
| Таманами (яп. 玉波, «Яшмовая волна»)                 | Верфи Фудзинагата, Осака, Япония | 16 марта 1942 года   | 26 декабря 1942 года  | 30 апреля 1943 года   | Торпедирован USS Mingo у Манилы 7 июля 1944 года                                      |
| Судзунами (яп. 涼波, «Прохладная волна»)             | Урага, Япония                    | 27 марта 1942 года   | 26 декабря 1942 года  | 27 июля 1943 года     | Потоплен американской авиацией в Рабауле 11 ноября 1943 года                          |
| Фудзинами (яп. 藤波, «Глициниевая волна»)            | Верфи Фудзинагата, Осака, Япония | 25 августа 1942 года | 20 апреля 1943 года   | 31 июля 1943 года     | Потоплен экспериментальной DSF-бомбой американской авиацией 27 октября 1944 года      |
| Хаянами (яп. 早波, «Быстрая волна»)                  | Майдзуру, Япония                 | 15 января 1942 года  | 19 декабря 1942 года  | 31 июля 1943 года     | Торпедирован USS Harder 7 июня 1944 года у Калимантана                                |
| Хаманами (яп. 濱波, «Пляжная волна»)                 | Майдзуру, Япония                 | 28 апреля 1942 года  | 18 апреля 1943 года   | 15 октября 1943 года  | Потоплен американской авиацией в Ормокском заливе 11 ноября 1944                      |
| Окинами (яп. 沖波, «Волна в открытом море»)          | Майдзуру, Япония                 | 5 августа 1942 года  | 18 июля 1943 года     | 10 декабря 1943 года  | Потоплен американской авиацией у Манилы 13 ноября 1944                                |
| Кисинами (яп. 岸波, «Прибрежная волна»)              | Урага, Япония                    | 29 августа 1942 года | 19 августа 1943 года  | 3 декабря 1943 года   | Торпедирован USS Flasher 4 декабря 1944 года у Лусона                                 |
| Асасимо (яп. 朝霜, «Утренний иней»)                  | Верфи Фудзинагата, Осака, Япония | 21 января 1943 года  | 18 июля 1943 года     | 27 ноября 1943 года   | Потоплен американской авиацией 7 апреля 1945 года в ходе Операции Тэн-Го              |
| Хаясимо (яп. 早霜, «Ранний иней» (Ранняя изморозь))  | Майдзуру, Япония                 | 20 января 1943 года  | 20 октября 1943 года  | 20 февраля 1944 года  | Потоплен американской авиацией в сражении в заливе Лейте 26 октября 1944 года         |
| Акисимо (яп. 秋霜, «Осенний иней»(Осенняя изморозь)) | Верфи Фудзинагата, Осака, Япония | 3 мая 1943 года      | 5 декабря 1943 года   | 11 марта 1944 года    | Потоплен американской авиацией у Манилы 13 ноября 1944 года                           |
| Киёсимо (яп. 清霜, «Чистый иней»)                    | Урага, Япония                    | 16 марта 1943 года   | 29 февраля 1944 года  | 15 мая 1944 года      | Потоплен американскими торпедными катерами и авиацией у Манилы 26 декабря 1944 года   |

Закладка ещё 16 эсминцев типов «Югумо» («Умигири», «Ямагири», «Танигари», «Кавагири», «Таэкадзэ», «Киёкадзэ», «Сатокадзэ», «Муракадзэ») и «Улучшенный Югумо»(«Ямасамэ», «Акисамэ», «Нацусамэ», «Хаясамэ», «Такасио», «Акисио», «Харусио», «Вакасио») отменена 11 августа 1943 года.